# Titularerzbistum Cotyaeum
Cotyaeum (ital.: Cotieo) ist ein Titularerzbistum der römisch-katholischen Kirche. 
Es geht zurück auf ein früheres Bistum der antiken Stadt Kotyaion in der kleinasiatischen Landschaft Phrygien, jetzt Kütahya im Westen der heutigen Türkei.
| Titularerzbischöfe von Cotyaeum |                                                            |                                                                                |                  |                   |
| Nr.                             | Name                                                       | Amt                                                                            | von              | bis               |
| 1                               | Adolphe Rayssac MEP                                        | Apostolischer Vikar von Kiaotsu Apostolischer Administrator von Kanton (China) | 17. Juli 1914    | 17. Juni 1941     |
| 2                               | Antoni Władysław Szlagowski Titularerzbischof pro hac vice | Weihbischof in Warschau (Polen)                                                | 4. November 1945 | 28. Februar 1956  |
| 3                               | Francis William Markall SJ Titularerzbischof pro hac vice  | Koadjutorerzbischof von Salisbury (Südrhodesien)                               | 29. April 1956   | 23. November 1956 |